# Унаметсаська сільська рада
У́наметсаська сільська рада (ест. Unametsa külanõukogu, рос. Унаметсаский сельский совет) — сільська рада в Естонській РСР, адміністративно-територіальна одиниця в складі повіту Вільяндімаа (1945—1950) та Тирваського району (1950—1954).

## Історія
13 вересня 1945 року на території волості Суйслепа у Вільяндіському повіті утворена Унаметсаська сільська рада з центром у селі Унаметса.
26 вересня 1950 року, після скасування в Естонській РСР повітового та волосного поділу, сільська рада ввійшла до складу новоутвореного Тирваського сільського району.
17 червня 1954 року в процесі укрупнення сільських рад Естонської РСР Унаметсаська сільська рада ліквідована. Її територія склала північно-східну частину Вооруської сільської ради.